# Château de Hof
 (février 2020).
Si vous disposez d'ouvrages ou d'articles de référence ou si vous connaissez des sites web de qualité traitant du thème abordé ici, merci de compléter l'article en donnant les références utiles à sa vérifiabilité et en les liant à la section « Notes et références ».
Le château de Hof (en allemand : Schloss Hof, parfois Schloßhof) est un château situé à Engelhartstetten, dans le district de Gänserndorf, en Autriche. C'est le plus grand de plusieurs châteaux dans la plaine de la rivière Morava (Marchfeld) s'étendant de l'Est de la capitale, Vienne, jusqu'à la frontière avec la Slovaquie. Le complexe baroque fait partie des résidences impériales de la monarchie de Habsbourg.

## Histoire
Une forteresse en ce lieu est documentée depuis le XIIe siècle, à l'époque où le duché d'Autriche est créé sous le règne de la maison de Babenberg. Situèe à la frontière orientale avec le royaume de Hongrie, elle fut la possession de la noble famille Eckartsau et servira à contrôler le passage de la Morava.

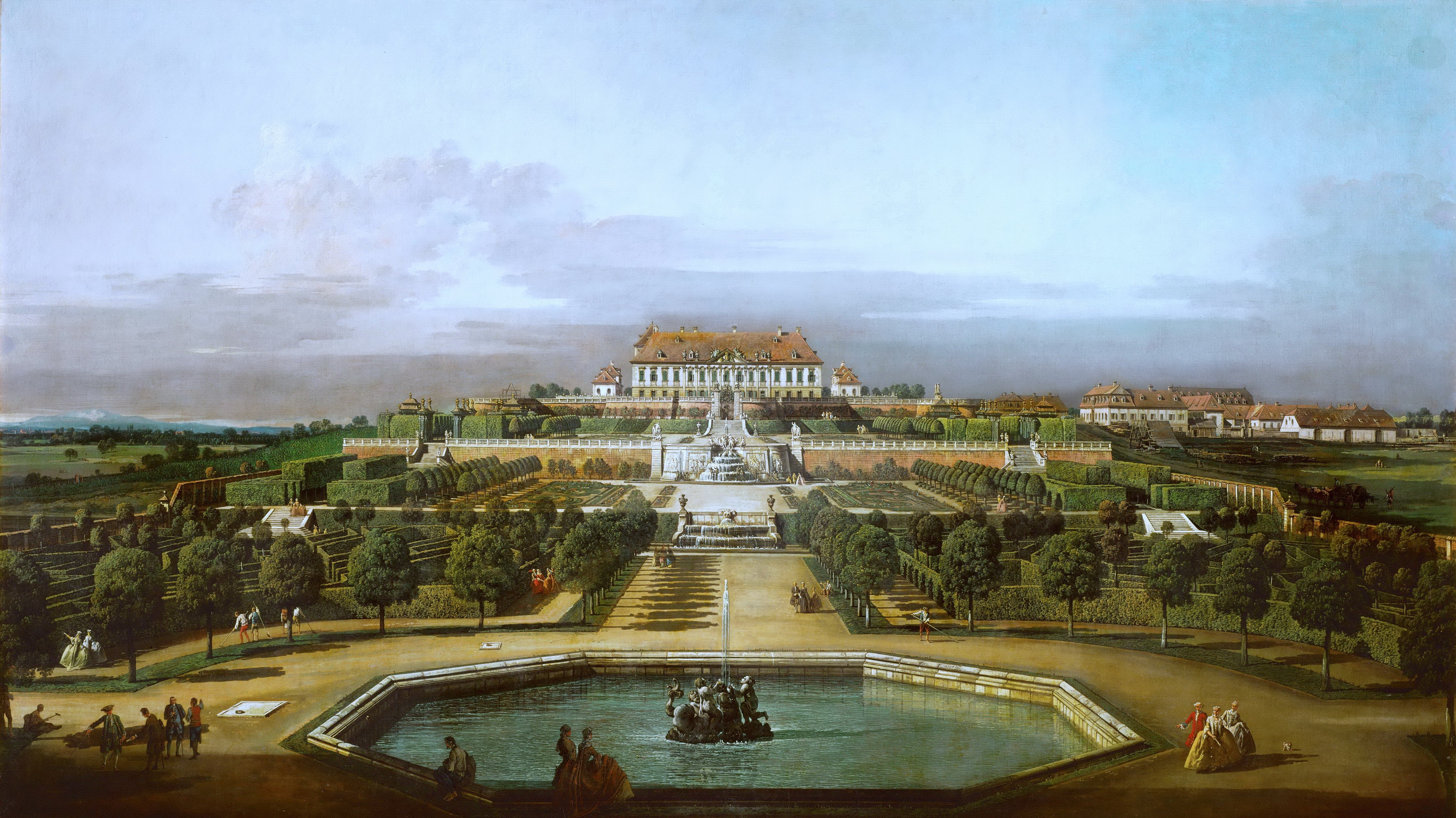
Vue du château par Bernardo Bellotto (1759–1760).

Les fondations du château actuel ont été construites dans les années 1620 sur un site surélevé, protégé contre les inondations saisonnières. En 1725, cet édifice Renaissance est acquis par le prince Eugène de Savoie, l'un des plus grands généraux des troupes impériales du Saint-Empire, notamment dans la grande guerre turque et la guerre de Succession d'Espagne. Le prince, l'un des principaux mécènes de son temps, a sollicité l’architecte Lukas von Hildebrandt pour construire un somptueux relais de chasse. Le château et les jardins ont été conçus sur le modèle du palais du Belvédère, la résidence du prince Eugène à Vienne.
À la mort d'Eugène de Savoie en 1736, sa nièce Marie-Anne-Victoire porta le château en dote à son époux Joseph-Frédéric de Saxe-Hildburghausen. Le mariage, cependant, est dissous en 1752 ; trois ans plus tard, le palais de Hof est acheté par l'impériatrice Marie-Thérèse d'Autriche. C'était à Hof que sa fille privilégiée l'archiduchesse Marie-Christine épousa le duc Albert de Saxe-Teschen, futur gouverneur-général des Pays-Bas autrichiens, en avril 1766. Le fils de Marie-Therèse, Joseph II, a fait agrandir le château en style classique français.
Après le décès de l'impériatrice en 1780, le palais de Hof est resté plus en plus délaissé. En 1898, l'empereur François-Joseph Ier l'a remis à l'Armée commune de l'Autriche-Hongrie. Il était brièvement le siège de l'académie de la Marine austro-hongroise durant la Première Guerre mondiale. Plus tard, le château est utilisé par la Wehrmacht et, après la Seconde Guerre mondiale, par les troupes d'occupation soviétiques.

## Le jardin

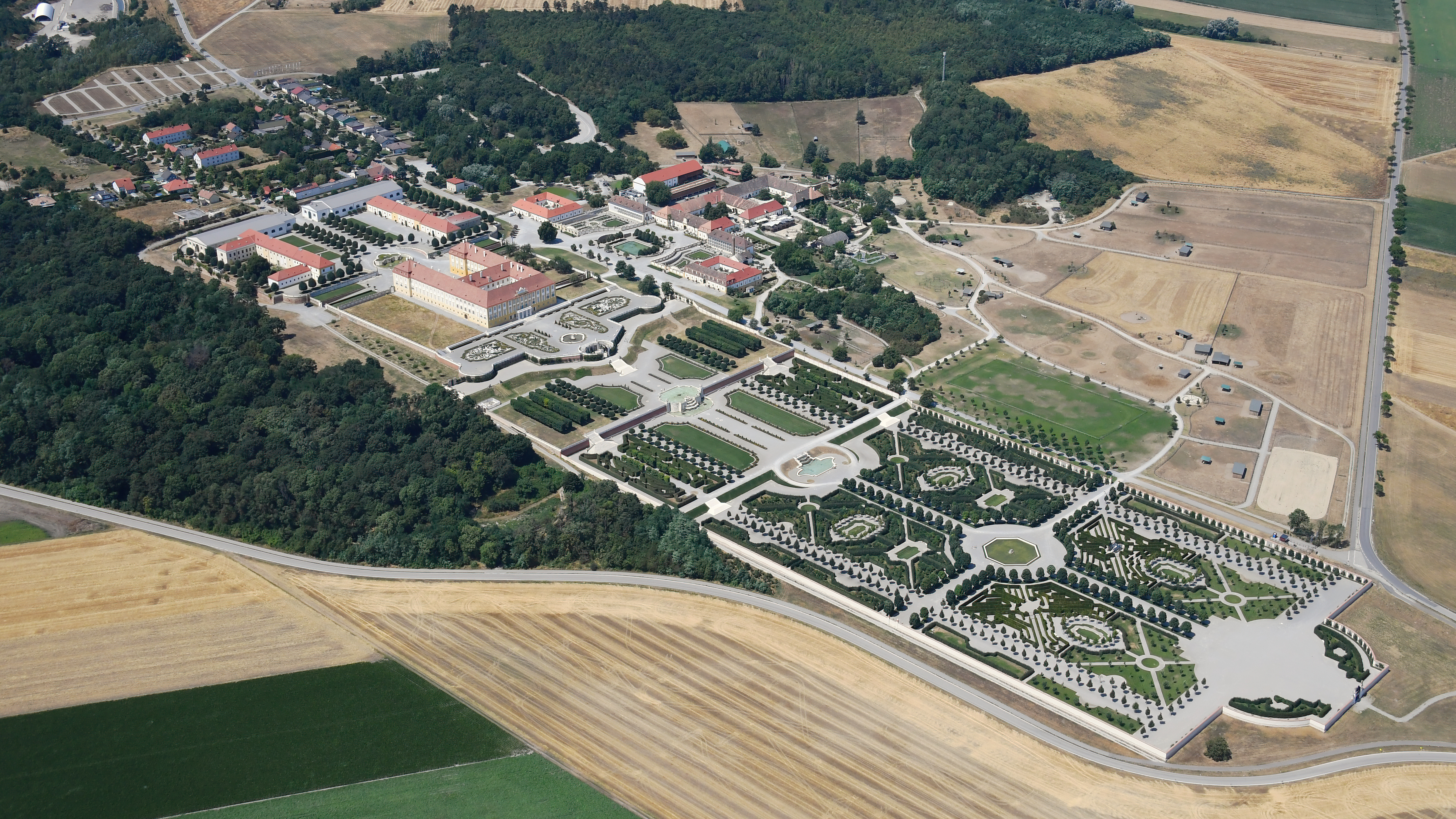
Vue aérienne du jardin à la française

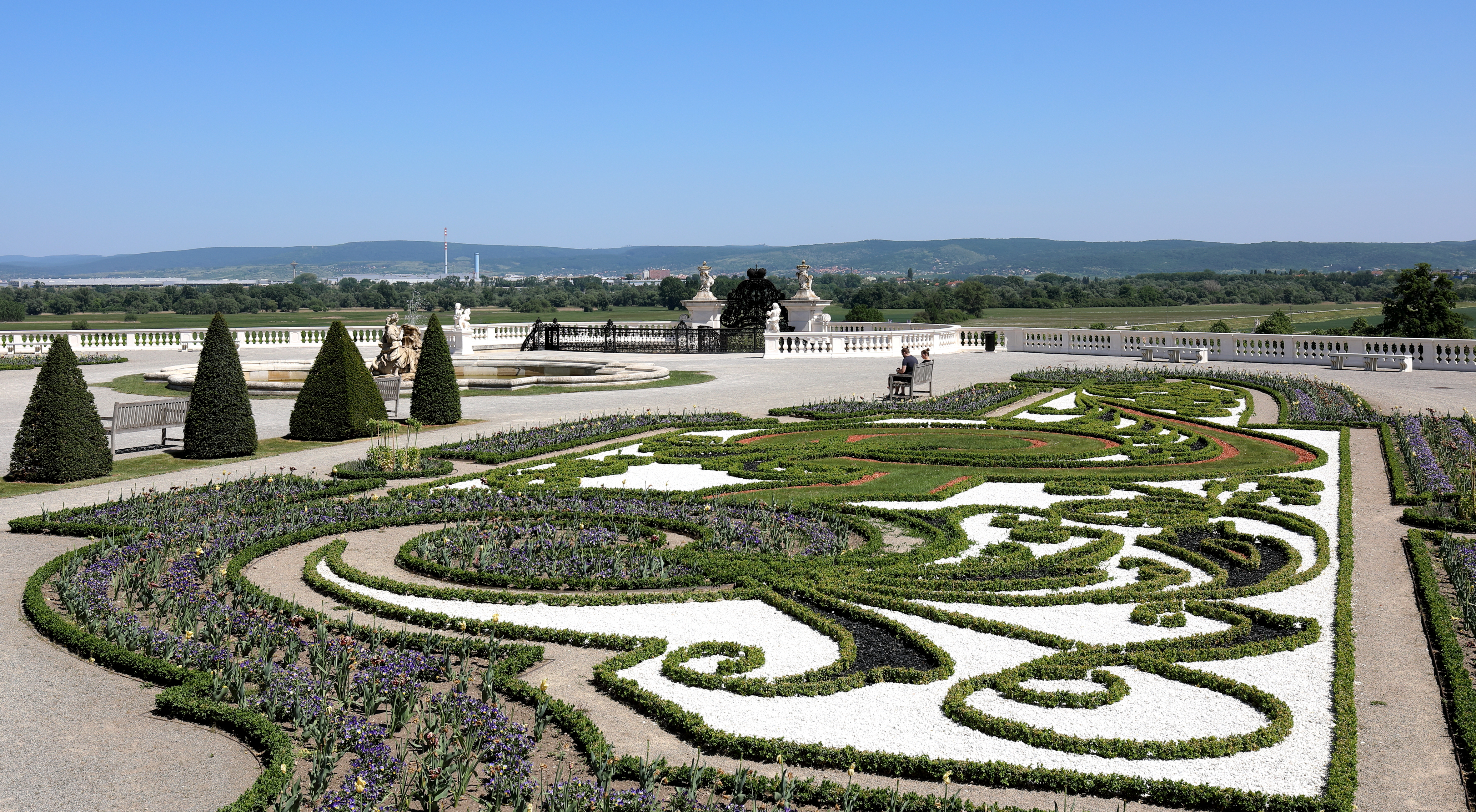
Le 1er parterre à l'Est du château.

Au pied du château se trouvent les sept parterres d'un grand jardin à la française qui a conservé son état originel. Dans l'axe de la grande perspective de l'Est qui part du palais vers la Morava se trouvent plusieurs fontaines, statues et  balustrades en fer battu fabriquées par Johann Georg Oegg. La scénographie originale du château et des jardins est conservée par trois tableaux de Bernardo Bellotto réalisés dans les années 1759 et 1760.

## La pièce d'argent Château de Hof
En 2003, dans la série de pièces consacrée à l'Autriche et son peuple (Österreich und sein Volk), l'Autriche a frappé une pièce de collection en argent de 10 euro dédiée au Château de Hof.